# 法默斯维尔 (加利福尼亚州)
法默斯维尔（英語：Farmersville）是美国加利福尼亚州图莱里县下属的一座城市。建市于1960年10月5日，面积 大约为2.26平方英里 (5.9平方公里)。根据2010年美国人口普查，该市有人口10,588人。